# Деревянное домостроение
Деревянное домостроение — вид строительства, основанный на использовании материалов из дерева. Изделия и конструкции из дерева надёжны, долговечны и доступны в обработке, а главное — экологичны.

## История
История деревянного домостроения насчитывает несколько тысячелетий. Так, например, около знаменитого Стоунхенджа учёными было найдено в результате раскопок несколько домов из дерева. Самой старой из ныне существующих деревянных построек — храму Хорюдзи, расположенному вблизи древней японской столицы Нары, — около 1400 лет. Всего на 400 лет моложе его деревянная церковь в небольшом норвежском городке Лиллехаммере. На Руси из древесины строили всё: от простой деревянной изгороди до церквей, царских хором и крепостей, но этих строений практически не сохранилось из-за многочисленных войн и пожаров. Одним из самых величественных сохранившихся до наших дней памятников русской деревянной архитектуры является Государственный историко-архитектурный и этнографический музей-заповедник Кижи. В России деревянное домостроение уступило своё положение строениям из камня лишь в конце 19-го века. Однако и в начале ХХ-го века в России появлялись выдающиеся постройки, целиком сделанные из дерева. Примером может служить павильон «Махорка» архитектора К. С. Мельникова— один из самых первых реализованных примеров архитектуры советского авангарда.

## Технологии строительства деревянных домов
- каркасные дома;
- дома из профилированного бруса (сухой и естественной влажности);
- дома рубленные вручную из бревна и лафета;
- дома из оцилиндрованного бревна;
- дома из строганого бревна;
- дома из клеёного бруса;
- опорно-брусовые дома (фахверк);
- вертикальный брус Naturi;
- дома из многослойных клеёных деревянных панелей.

Наиболее перспективным в массовом строительстве считается каркасное домостроение, являющееся одной из самых гибких систем деревянного строительства. Оно даёт большие возможности для создания разнообразных архитектурно-планировочных решений, высокого эксплуатационного качества и ремонтопригодности.

## Технологии строительства деревянных домов каркасно-панельной конструкции

### Каркасная технология
Каркас — основа всего строения и состоит из отдельных элементов: досок, брусьев, комбинированных балок различной конфигурации. Эта пространственная сборная конструкция ограничивает заданный строительный объём и воспринимает все нагрузки, действующие на объект. Правильный подбор деталей по геометрическим размерам, их расположение и соединение определяют несущую способность стен, условия монтажа строения и заполнения стеновых конструкций теплоизоляционными материалами с последующим покрытием каркаса обшивками из фанеры, плит или наборных щитов.
Каркасные строения обычно имеют нижнюю обвязку из брусьев, по которой устанавливают стойки из досок, ограничивающие оконные и дверные проёмы, и являющиеся опорной системной конструкцией всего сооружения. Стойки внешних стен представляют собой вертикальные элементы, к которым крепятся внутренняя обшивка и фасадное покрытие. Они опираются на нижние опорные пластины или обвязочную балку. На каркасе закрепляют стеновую обшивку из древесных материалов (фанеры, OSB, ЦСП) или вагонки, стеновое пространство заполняют теплоизоляционным материалом, фиксируемым в ячейках каркасной стены, и закрывают с другой стороны фанерой, гипсокартоном и другими облицовками. Стойки изготавливают обычно из мерных пиломатериалов сечением 38×89 мм2 или 38×140 мм2. (американская конструкция «2 by 4»). В зависимости от воспринимаемых стеной нагрузок, типа, толщины, размеров и условий крепления обшивки расстояние между стойками может составлять 300, 400 и 600 мм. Ширина стоек зависит от толщины слоя теплоизоляционного материала. Верхняя и нижняя обвязочные балки, к которым крепят стойки каркаса, имеют то же сечение, что и сами стойки.

#### Достоинства каркасной технологии
- возможность строительства в любое время года;
- высокие темпы строительства (возведение каркасного дома в 150 м2 занимает 8 недель);
- в процессе строительства не требуется тяжёлого подъёмного оборудования, поскольку части каркаса имеют небольшие размеры и вес. Это позволяет сохранить на участке растительность и ландшафт, уменьшает трудозатраты;
- высокие теплоизоляционные свойства конструкции при относительно низкой толщине стен (15-25 см, в зависимости от региона);
- лёгкость конструкции уменьшает нагрузку на фундамент, что позволяет значительно удешевить его;
- устойчивость и нечувствительность к сезонным подвижкам фундамента вследствие пучения почв;
- каркасный дом обладает более высокой сейсмоустойчивостью, чем бетонные и кирпичные строения (табл. 3.1). Такой дом можно сравнить с системой жёстко связанных коробок, которую разрушить крайне непросто;
- простота отделочных работ. Поверхность стен, полов, потолков близка к идеальной благодаря применению калиброванной древесины в конструкции дома. Идеальными получаются углы стыков стена — пол и стена — потолок;
- возможность убрать все коммуникации внутрь стен;
- гипсоволокно, минеральная вата, целлюлозная вата, используемые в большинстве случаев для отделки каркасных домов и возведения дополнительных перегородок, работают как дополнительная звукоизоляция;
- мобильность — изменение структуры здания или инженерных систем в процессе строительства не вызовет серьёзных проблем

По каркасной технологии можно проектировать и строить деревянные дома выше двух этажей. В Европе, США, Японии и скандинавских странах давно строят многоквартирные каркасные дома до 7 этажей. В 2006 году компания Renggli AG в Сурзее (Швейцария) построила первый 6-этажный деревянный дом. В России успешно реализованы проекты строительства 2- и 3-этажных многоквартирных домов в Перми.
Самый старый каркасный дом находится в городе Кведлинбург, на территории Восточной Германии. Начало его строительства датируется первой половиной 14 века. Сегодня в нём находится музей.

#### Порядок формирования каркасной основы
- заказ и комплектация деталей каркаса в соответствии с проектом;
- устройство фундамента с необходимой для каркасной системы подготовкой;
- монтаж нижнего обвязочного бруса по цоколю фундамента с гидроизоляцией и специальной обработкой, а также с закреплением его на фундаменте при помощи стальных нагелей враспор или иных средств;
- укладка «чернового» пола первого этажа по лагам с настилом под покрытие из досок пароизоляции и утеплителя;
- установка вертикальных стоек и закрепление их на нижнем обвязочном брусе с помощью скоб, нагелей, специальных подпятников, пластин, уголков и других средств (одновременно с этим устанавливаются оконные и дверные проёмы);
- установка диагональных раскосов и прокладка по периметру строения верхнего обвязочного бруса для создания пространственной жёсткости между стойками;
- устройство балок межэтажного перекрытия и «чернового» настила по ним;
- установка элементов каркасных стен на втором этаже и в мансардной части строения.

#### Сооружение каркасных зданий по системе «платформа»
Название системы определяет метод строительства, основные технико-монтажные этапы которого состоят в следующем:
- объект возводят поэтажно, а каждый уровень перекрытия выполняет роль платформы, являющейся базовой площадкой для сборки стеновых конструкций в горизонтальном положении;
- после подготовки сборные каркасы стен с обшивкой по наружной поверхности устанавливают вертикально и закрепляют по периметру «платформы» (перекрытия) предусмотренными для этого средствами;
- деревянная каркасная конструкция по системе «платформа» является несущей, стены строения должны выдерживать все нагрузки, предусмотренные условиями эксплуатации объекта;
- детали и фрагменты каркаса, а также комплектующие материалы для стен и панелей перекрытий изготавливают в заводских условиях, что обеспечивает высокую точность и быстроту монтажа объекта на строительной площадке;
- для перемещения и подачи компонентов (стропил, обшивок, балок каркаса и т. п.) применяют несложную грузоподъёмную технику, а строительные леса и подмости практически исключаются в силу специфики монтажа стен (сборка — на платформе, подъём — изнутри строения).

### Каркасно-панельная технология
Каркасно-панельную технологию изготовления деревянных домов отличают частичная или полная заводская готовность панелей к сборке на строительном объекте.
Панели частичной заводской готовности существуют двух типов:
1. Timber Frame Wall panels или TFW-panels — состоят из каркаса и обшивки (наружной или внутренней). Данные панели отличает низкая стоимость, возможность прокладки внутренних коммуникаций внутри стен, возможность выбора утеплителя, низкий вес панелей и отсутствие необходимости в привлечении подъёмной техники для монтажа панелей. Такие панели выпускаются производителями стандартных размеров, не превышающих как правило 2,5 метров в ширину. Размеры панелей унифицированы, что позволяет легко вносить изменения в проект. Как правило заводы выпускают целый ассортимент различных панелей, разной ширины, с различными проёмами для окон и дверей, или без них. Данная особенность этого вида панелей позволяет проектировать и строить дом по принципу конструктора типа «ЛЕГО». А компьютерное моделирование существенно упростило процесс проектирования дома, состоящего из TFW-панелей.
2. Структурная изолированная панель (Structural Insulated Panel или SIP) — состоят из двух плит OSB и теплоизолирующего слоя между ними (как правило — пенополистирол или пенопласт). SIP панели не позволяют провести внутренние коммуникации внутри панелей, обладают плохой звукоизоляцией, менее экологичны ввиду эмиссии стирола из теплоизоляции. Тем не менее, дома из СИП панелей получают всё большее распространение.

Панели полной заводской готовности (prefabricated timber wall panels или PTW-panels) содержат в себе элементы каркаса (стойки), обшивки (наружной и внутренней) и утеплитель. Этот вид панелей отличается более высокой стоимостью, большим весом, отсутствием возможности скрытой прокладки внутренних коммуникаций. Так как для монтажа данных панелей необходима подъёмная техника, заводы выпускают их максимально возможной длины, чтобы уменьшить количество соединений панелей между собой. Произвести унификацию таких панелей сложно, и заводы изготавливают индивидуальные панели для каждого из проектов, что полностью исключает возможность внесения изменений в проект во время постройки.
Обшивки и тех и других видов панелей могут быть выполнены из различных материалов, начиная с ориентировано-стружечной плиты (OSB), либо цементно-стружечной плиты (ЦСП) и заканчивая традиционными деревянными отделочными материалами (вагонка, блок-хаус).

#### Технология конструкций
Развитие производства древесных и гипсовых плит во второй половине XX века привело к созданию совершенно новых конструкций. Предельные нагрузки и прочность таких конструкций достигаются не за счёт распорок (укосин, диагоналей), как в каркасном строительстве, а за счёт действия обрешётки в качестве плоской системы в соединении со стойками и обвязками.
Стеновая панель является не только ограждающей конструкцией, она воспринимает на себя все силовые воздействия прочих элементов здания (балок и щитов перекрытия, стропильной системы и кровли). Поэтому современные панели имеют достаточно прочный и устойчивый каркас, выполненный из цельной древесины (двери, брус) или специальных балок (швеллер, двутавр и пр.).
Сложная конструкция стеновых панелей позволяет вмонтировать внутрь все инженерные коммуникации. Конструкция каркасного дома готовится к сборке в условиях промышленного производства, где все детали и строительные элементы, в соответствии со сборочными чертежами, маркируются и упаковываются, и только затем доставляться на место возведения дома.

#### Возведение конструкций дома
Сравнительно малый удельный вес каркасного дома позволяет возводить его на облегчённый фундамент (винтовые сваи, буронабивные сваи, малозаглубленные ленточные фундаменты). Срок монтажа одноэтажного дома каркасно-панельной конструкции площадью 30-70 м² составляет обычно 3-5 дней.
Традиционный каркасный дом монтируется несколько дольше, поскольку собирается не из панелей, а из отдельных деталей — стоек, балок, перемычек, которые затем обшиваются снаружи и изнутри. Финальная наружная и внутренняя отделка, проведение инженерных коммуникаций, системы отопления и пр. являются заключительным этапом возведения дома.
Промышленное производство каркасно-панельных домов с использованием специализированных материалов гарантирует высокое качество каждой детали, что повышает качество сборки зданий и надёжность соединений.
Особую устойчивость к деформациям и долговечность домам каркасно-панельной конструкции может гарантировать применение в устройстве каркаса клеёного бруса.

## Технология CLT — возведение домов из многослойных клеёных панелей
Многослойные клеёные деревянные панели — продукция более известная на Западе под аббревиатурой CLT (англ. Cross-Laminated Timber). CLT — это деревянная панель, изготовленная из склеивающих слоев между собой сплошного пиломатериала. Панели производятся из слоев, как правило, хвойных, высушенных пород древесины.

### Технологическая составляющая и её цель
Технология относится к области строительства деревянных домов, сооружений из массивных составных панелей, которые перпендикулярно соединены между собой, также может быть использована при возведении малоэтажных и многоэтажных зданий. Технический результат от использования данной технологии заключается в повышении эффективности строительства, производительности, экологии, коэффициента унификации сборочных операций, а также качества и жизнеспособности строительного объекта. Указанный технический результат достигается тем, что способ сборки деревянных домов включает использование многослойных деревянных панелей, изготовленных из хвойных пород древесины, уложенных и закрепленных в слоях под углом к смежным слоям и к оси блока. Блоки скрепляют между собой со ступенчатыми соединениями. Готовые блоки скрепляют между собой путем использования клеящих веществ. И/или могут быть использованы механические средства, российского технологического аналога Древоблок. В блоках выполняют вырезы для окон и дверей до или после монтажа по метрической координатной сетке, предварительно нанесенной на стороны блока, или по точечной разметке контуров окна или двери на блоке. В блоках с количеством слоев больше четырёх, по крайней мере, один из его внутренних слоев выполняют из теплоизолирующего, тканевого или текстурированного материала.

### Области применения

#### Высотные здания
Из-за структурных свойств технологии многослойных клеёных деревянных панелей, продукция которая способна быть как готовой, так и полуфабрикатом, и намного легче в сравнении с другими строительными материалами, многослойные клеёные панели начинают использоваться во многих высотных зданиях. Имея 3,852 кубических метра CLT, Dalston Lane на площади Далстон является одним из крупнейших проектов многослойных клеёных панелей по всему миру. Проект был завершен в начале 2017 года.

## Технология строительства из клеёного бруса

### Различия строительных технологий из древесины (индустриальная интеграция)

#### Технологические отличия: клеёный и «простой» (пиленый) брус
Технологии строительства зданий из клеёного и обычного пиленого бруса серьёзно отличаются. Обычный брус нуждается в естественных процессах усушки, он подвержен деформациям и искривлениям. Собранные срубы требуют значительных работ по выравниванию конструкций дома, утеплению, неоднократной конопатке, обработке и отделке в течение минимум года — полутора лет. Пиленый брус подвержен сезонным колебаниям в течение всего срока эксплуатации. Соответственно, все эти факторы требуют особого устройства конструкций, в частности, перекрытий кровли, окон и дверей.
Клеёный брус все процессы усадки (усушки) и снятия напряжений (ведущих к искривлениям) проходит в заводских условиях. Он не подвержен деформациям и растрескиваниям, все детали здания производятся (ответственными производителями) в соответствии с проектом, с допусками, исчисляемыми миллиметрами.

### Технологический процесс

#### Проектирование и производство
Одна из основных нагрузок в производстве домов из клеёного бруса ложится на архитектурно-конструкторский отдел. Все пожелания заказчика оформляются в инженерно-архитектурный проект. Технические параметры проекта, рассчитанные конструкторами, закладываются в компьютерные программы производства. В итоге, заказчику доставляется комплект деталей дома, готовый к возведению по принципу «конструктора».
Все детали конструкций здания на производстве маркируются и комплектуются в соответствии с заказом и направляются на объект со всеми необходимыми инструкциями и сопроводительными документами.

#### Фундамент
Относительная лёгкость и высокая устойчивость конструкций из клеёного бруса даёт возможность строить здания на любых типах грунтов и в любых геологических условиях, позволяет выстроить дом на недорогом мелкозаглублённом фундаменте. Конструкция из клеёного бруса допускает небольшие движения фундамента без возникновения трещин и без ущерба надёжности и прочности здания. Дом из клеёного бруса не нуждается в массивном цокольном этаже. Как правило, производителями рекомендуется устройство ленточного или плитного фундамента.

#### Возведение сруба (внешних и внутренних стен)
Детали конструкции дома из клеёного бруса имеют все необходимые запилы и пазы, выполненные с высокой точностью в заводских условиях и не требуют доработки в процессе строительства. Фактически, на строительную площадку поступает готовый дом в разобранном виде, и его остаётся только собрать, как конструктор — согласно сопроводительной документации производителя комплекта. Брус стягивается между собой металлическими «нагелями» («глухарями»).
Конструкции здания из клеёного бруса не требуют дополнительных уплотнителей, не предусматривают применения утеплителей. Технологические качества этого строительного материала при соблюдении всех необходимых условий производства позволяют возводить монолитные стены, не подверженные рассыханию и растрескиваниям.

#### Мох (как лучший межвенцовый утеплитель)
Второе название — дикий утеплитель. Ему присущи наилучшие характеристики в сравнении с паклей, джутом, льноволокном. Основным преимуществом служит его экологичность, он не содержит химии, вредных токсинов способных принести вред здоровью. Также стоит выделить тот факт, что мох предохраняет древесину от разрушения. Не менее важный плюс мха — его общедоступность: каждый из вас может самостоятельно собрать мох и использовать его в строительстве своего деревянного дома. На крайний случай, мох можно приобрести в любом строительном магазине по крайне доступным каждому ценам.

#### Стропильная система и кровля
Как правило, в комплект конструкции дома входят все балки и стропила, изготовленные в соответствии с проектом. Стропила из клеёного бруса являются гарантией долговечности как крыши, так и всего здания. Распространённой ошибкой производителей является использование (в целях экономии) сырых досок. В результате конструкцию коробит, нарушается герметичность и геометрия. По установленным стропилам располагается пароизоляция, монтируются рейки обрешётки, затем — кровельный материал, и изнутри — «утепляющий пирог».

#### Обработка антисептиками и антипиренами
Обработку поверхности стен антисептиками и антипиренами рекомендуется производить в 3 этапа. Первый — в процессе производства клеёного бруса. Повторную обработку лучше всего производить сразу, по мере сборки. После монтажа крыши — третий раз.

#### Монтаж окон и дверей
Готовая конструкция дома, изготовленная в полном соответствии c инженерно-конструкторским решением предполагает установку окон и дверей сразу после возведения здания, без каких-либо дополнительных плотницких работ. Архитектура, размеры и материал окон и дверей учитывается на стадии работы над проектом. Они не должны отличаться от породы древесины сруба, так как у различных пород дерева различная усадка. Клеёный брус предусматривает незначительную усадку до 1 %. Это качество также учитывается в проекте: при монтаже окон и дверей в отношении верхней балки (оставляется зазор 2-3 см) и боковых сторон коробки — они устанавливаются по специальным скользящим направляющим.

#### Инженерные коммуникации
Установка и разводка всех необходимых коммуникаций — как то: отопление, водопровод, канализация, водоочистка, электрика, вентиляция, кондиционирование, пожарная сигнализация — проводятся в строгом соответствии с проектом. Все необходимые конструктивные решения учитываются на стадии производства комплекта здания. Здание из клеёного бруса предполагает возможность проводить скрытую проводку инженерных коммуникаций, например, в перекрытиях, столбах и балках.

#### Отделочные работы
Отделка предусматривает работы по устройству пола, потолков, если необходимо — лестниц, подоконников, установке встраиваемой мебели.
Здания из клеёного бруса не нуждаются в дополнительной наружной и внутренней «чистовой» отделке. Эти работы проводятся по желанию заказчика. Клеёный брус в процессе производства обрабатывается до «мебельного» качества поверхностей, имеет ровную и гладкую поверхность.

#### Скорость возведения и стоимость
Скорость возведения здания из клеёного бруса сравнима со сроками строительства и ввода в эксплуатацию деревянного каркасного дома, при условии использования в качестве несущих конструкций сооружения деталей из клеёного бруса. Строительство возможно в любых природных условиях, в том числе при внешних температурах, соответствующих всем климатическим зонам Российской Федерации. Срок возведения дома из клеёного бруса зависит от масштабности и сложности объекта. Простейшие конструкции сруба 50-100 м² могут быть собраны в срок от двух недель.
Окончательная стоимость объекта пропорциональна качеству и диаметру сечения используемых в конструкции дома деталей из клеёного бруса. В производстве клеёного бруса ответственными поставщиками используется только качественная древесина. Также на стоимость объекта влияет тип проекта — готовое проектное решение, либо исполнение индивидуального архитектурно-конструкторского заказа.